# メロリン
メロリン（英語: Mellorine）は、乳脂肪以外の脂肪を用いた、アイスクリームの安価な代用品である。動物性脂肪と植物性脂肪のどちらも用いることがある。
無脂乳固形分と動物性脂肪または植物性脂肪を殺菌してかき混ぜながら凍結し、甘味料や香料を加えて作る。
メロリンは、第二次世界大戦に関係して産まれたものである。アメリカ合衆国では、第二次世界大戦の終結後、綿花、綿実粕、綿実油等の軍需が急になくなり、綿実油は平時には、ドレッシング、マヨネーズ、代用アイスクリームであるメロリンに用いられるようになった。